# Palazzo Melissari-Musitano
Palazzo Melissari-Musitano è un edificio civile italiano, sito a Reggio Calabria. Occupa l'isolato compreso tra il Corso Garibaldi e le vie Cattolica dei Greci, Giuseppe Logoteta e Tommaso Campanella, in pieno centro storico a Reggio Calabria. L'edificio costituisce una delle quinte di Piazza Vittorio Emanuele II, chiamata dai reggini "Piazza Italia" per la presenza del Monumento dedicato all'Italia.

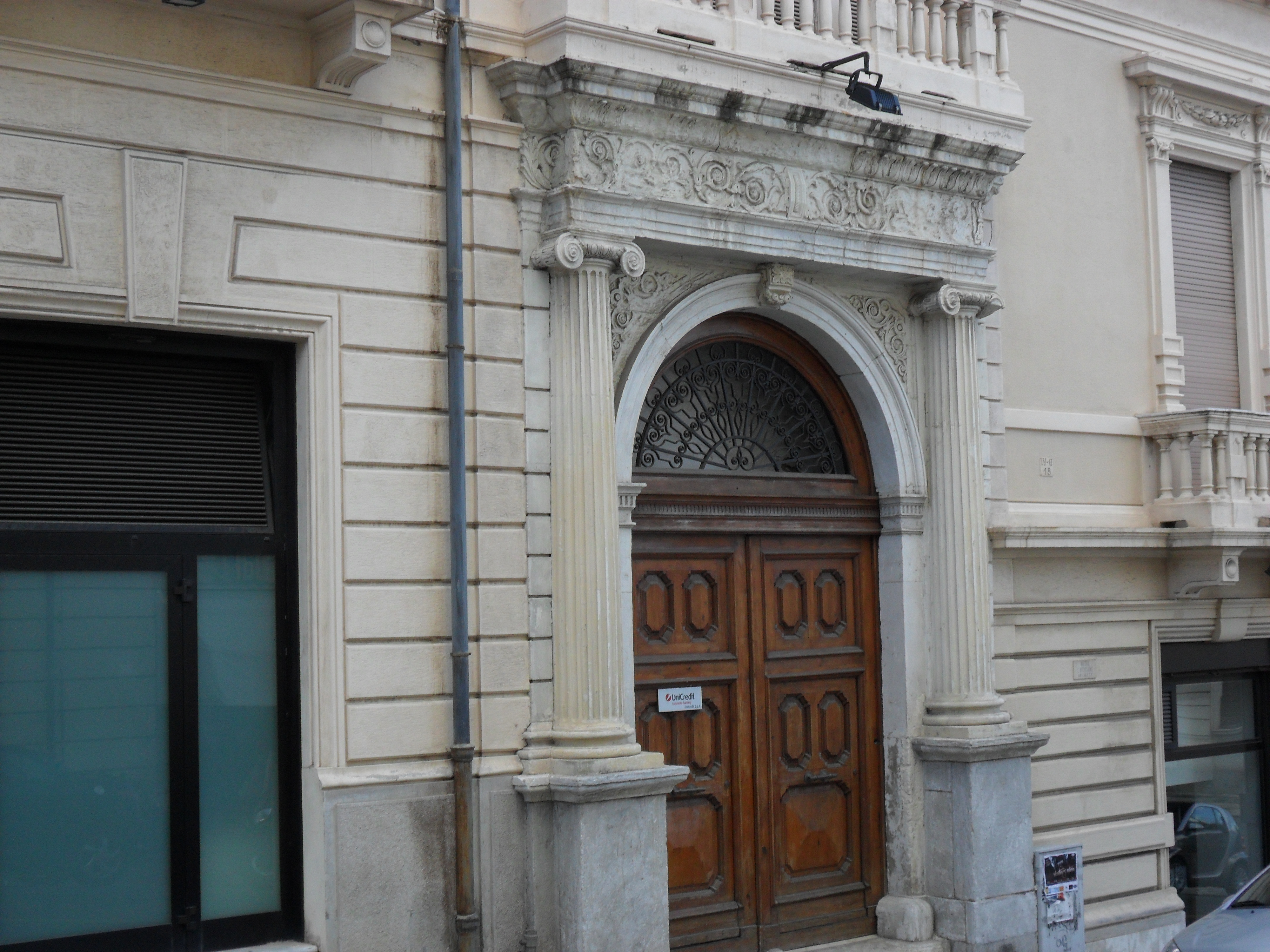
Antico portale del palazzo, appartenuto al palazzo della famiglia Arcovito

## Storia
I prospetti dell'edificio di gusto neoclassico con influssi liberty nelle decorazioni, appaiono unitari nonostante il fabbricato sia costituito da due parti progettate ed edificate in tempi diversi. La parte a sud, posta ad angolo tra il corso, la via Logoteta e via Campanella, fu edificata nel 1912 su progetto dell'ingegnere A. Fabrizio e prese il posto del vecchio palazzo settecentesco di proprietà della nobile famiglia reggina dei Melissari crollato per il sisma del 1908; la parte a nord, posta ad angolo tra il corso e le vie Cattolica dei greci e Campanella, è di proprietà della famiglia Musitano e venne costruita successivamente nel 1924 su progetto dell'ingegnere Lazzarino che si limitò a riprendere il progetto del prospetto del palazzo Melissari, secondo quanto obbligava il regolamento edilizio del 1911 per gli edifici del centro cittadino anche se di proprietà di famiglie diverse.

## Descrizione architettonica dell'esterno
Le facciate sono caratterizzate da due ordini architettonici: 
- al piano terreno presenta un bugnato di tipo liscio al di sopra di uno zoccolo liscio, con una successione di portali ad arco a tutto sesto incorniciati da bugnato disposto a diamante. Il portale principale che si affaccia sul corso Garibaldi si presenta affiancato da due colonne con capitello ionico che sostengono le mensole del balcone centrale del piano nobile. Invece il portale del prospetto che si affaccia sulla via Cattolica dei greci apparteneva al palazzo seicentesco della famiglia Arcovito e si discosta nelle linee architettoniche dal precedente.
- il primo piano, scandito da una serie di grandi lesene con capitello ionico che dividono verticalmente il prospetto, presenta una fila di balconi, due dei quali ad angolo, chiusi da parapetti con colonnine, sorretti da mensole decorate e porte-finestre architravate decorate da motivi floreali e delimitate da lesene che richiamano quelle presenti nello stesso prospetto. Corona il tutto una ricca trabeazione su cui poggia il cornicione sottogronda sporgente con mensoline scolpite e balaustra decorata e arricchita da vari elementi architettonici.